# Les Vieilles Femmes de l'hospice
Les Vieilles Femmes de l'hospice est un film muet français réalisé par Jacques Feyder et sorti en 1917.

## Fiche technique
- Réalisation : Jacques Feyder
- Scénario : Tristan Bernard[1]
- Format : Noir et blanc - Muet
- Date de sortie : 
  - France : 2 mars 1917[2].

## Distribution
- Armand Tallier
- Jeanne Dyris
- André Luguet